# フィアストラ
フィアストラ（伊: Fiastra）は、イタリア共和国マルケ州マチェラータ県にある、人口約600人の基礎自治体（コムーネ）。
2017年1月1日にアックアカニーナを編入した。

## 地理

### 位置・広がり
マチェラータ県のコムーネ。県都マチェラータから南西へ38kmの距離にある。

#### 隣接コムーネ
隣接するコムーネは以下の通り。
- カメリーノ
- チェッサパロンボ
- サン・ジネージオ
- サルナーノ
- ヴァルフォルナーチェ

### 気候分類・地震分類
フィアストラにおけるイタリアの気候分類 (it) および度日は、zona E, 2496 GGである。
また、イタリアの地震リスク階級 (it) では、zona 2 (sismicità media) に分類される。

## 行政

### 分離集落
フィアストラには、以下の分離集落（フラツィオーネ）がある。
- Acquacanina, Collesanto, Polverina, San Lorenzo al Lago, Cicconi, Fiegni, San Martino di Fiastra, Trebbio (sede comunale)